# 高橋商事
高橋商事株式会社（たかはししょうじ）は、埼玉県本庄市に本社を置く、日本の総合履物専門商社。

## 沿革
- 1920年 - 初代社長高橋福松が総合履物製造問屋「高橋福松商店」創業
- 1966年5月 - 高橋商事株式会社と組織変更
- 1971年6月 - 社長高橋福松が本庄市長当選により、専務高橋福八が社長に就任
- 2006年7月 - 社長高橋福八が会長に、専務高橋祐介が社長に就任

## グループ会社
- 高橋商事
  - 埼玉グランドホテル
    - 埼玉グランドホテル本庄
    - 埼玉グランドホテル深谷

  - さいたまセレモニーホール
    - さいたまセレモニーホール本庄
    - さいたまセレモニーホール深谷
    - さいたまセレモニーホール熊谷

  - 湯元華亭
  - サンメンバーズ株式会社
    - サンメンバーズ本庄
    - サンメンバーズ児玉
    - サンメンバーズ深谷
    - サンメンバーズ熊谷

  - 高橋不動産株式会社
  - i・flower(アイ・フラワー)
  - 本庄駅南タワーパーキング
  - 本庄北口駐車場